# 森瑤子
森瑤子（もり ようこ、1940年11月4日 - 1993年7月6日） は、1980年代に活躍した日本の小説家。本名、伊藤雅代。静岡県伊東市出身。37歳でデビューしてから52歳で没するまでの短い活動期間に、小説、エッセイ、翻訳など100冊を超える著作を生んだ。作品は20回以上テレビドラマ化されている。森瑶子名義の著作多数。

## 経歴
- 伊藤三男、喜美枝の長女として静岡県伊東市に生まれる。本名、伊藤雅代。弟1人、妹1人。
- 1941年（昭和16年） 1歳 父の仕事の関係で、4歳まで中国の張家口に暮らし、終戦直前1945年3月に日本に戻る。
- 1946年（昭和21年） 6歳 父のすすめでヴァイオリンを学び始める。
- 1947年（昭和22年） 7歳 祐天寺より下北沢に転居。小学生時代、世界文学全集に親しむ。
- 1949年（昭和24年） 9歳 この年より1965年まで、母親はアメリカ、ドイツ、カンボジアなど世界各国からの留学生を自宅に受け入れた。
- 1959年（昭和34年） 19歳 東京藝術大学器楽科入学。フランソワーズ・サガン、ジャン＝ポール・サルトル、アルベール・カミュなどフランス文学に傾倒。ほとんどヴァイオリンへの興味を失い、詩人、画家など、異分野の人々と交流。
- 1963年（昭和38年） 23歳 東京藝術大学卒業。広告代理店に勤める。
- 1964年（昭和39年） 24歳 夏、イギリスを出発後、最終目的地のオーストラリアを目指して43力国を旅し、途中の日本に立ち寄ったチェシャー出身の英国人アイヴァン・ブラッキンと知り合い、婚約。
- 1965年（昭和40年） 25歳 婚約後6カ月を経て1月、結婚。東池袋のアパートで、新婚生活をスタート。夫婦共稼ぎを続けながら、田園調布に転居。
- 1967年（昭和42年） 27歳 9月、長女ヘザー誕生。朝日広告社を退社。フリーのコピーライターに。子育てのため、三浦半島突端の諸磯の家を借り、専業主婦。その後、次女マリア、三女ナオミ・ジェーン誕生、3女の母となる。
- 1973年（昭和48年） 33歳 長女ヘザーのインターナショナル小学校入学のため、六本木に夫のオフィス兼用の家を借りる。この子育ての時期、ロアルド・ダール、サキ、レイ・ブラッドベリなどの海外作品を読みふける。
- 1977年（昭和52年） 37歳 夫がいて子供がいて、生活は豊かで幸福だったが、たまらなくひもじく、自分自身に絶望していた時期、池田満寿夫が『エーゲ海に捧ぐ』で芥川賞を受賞したのを知り、それに刺激されて『情事』を書く。
- 1978年（昭和53年） 38歳 『情事』で第2回すばる文学賞受賞。『すばる』12月号に掲載。
- 1979年（昭和54年） 39歳 10月、『すばる』に「誘惑」発表、第82回芥川賞候補となる。夏頃、六本木から下北沢に転居。またこの頃から軽井沢に別荘（旧松方家別荘。旧サロモン別荘とも）を借り、そこで一家で避暑生活を送りはじめる。
- 1982年（昭和57年） 42歳 『傷』で、第85回芥川賞候補。
- 1983年（昭和58年） 43歳 『熱い風』で、第88回直木賞候補、『風物語』で第89回直木賞候補。9月、初めての書き下ろし作品『夜ごとの揺り籠、舟、あるいは戦場』を講談社より刊行。実際にセラピーにかかりながら内なる発見を文字に変えてゆき、静かなトーンでまとめ、作家としての新境地を切り開く。
- 1984年（昭和59年） 44歳 日本テレビのテレビドラマ「女ざかり」の脚本を執筆（並行して角川書店から書籍化）。4月より、『SAVVY』にアートディレクター亀海昌次との連載エッセイ「男と女の糸電話」の連載をはじめる（～1991年3月、1986年に『もう一度、オクラホマミクサを踊ろう』、1988年に『六本木サイド・バイ・サイド』、1991年に『おいしいパスタ』として刊行）。
- 1985年（昭和60年） 45歳 8月、主婦の友社より、『叫ぶ私』（セラピスト河野貴代美とのセラピーの記録。『夜ごとの揺り籠、舟、あるいは戦場』を書きながらセラピーを受けていた際のテープから、ノンフィクション風のフィクションとしてまとめたもの）刊行。
- 1986年（昭和61年） 46歳 5月より、「小説新潮」に「ファミリー・ポートレート」連載（～1988年8月、1988年に新潮社より『ファミリー・レポート』と改題して刊行）。10月、『小説現代』に「浅水湾《リパルスベイ》の月」、11月に「ザ・ロビー」発表（その後、書き下ろしを加えて、1987年に講談社より『浅水湾《リパルスベイ》の月』として刊行）。11月より、『月刊カドカワ』に夫のアイヴァン・ブラッキンとの共著「ラヴ・ストーリー」連載（～1987年10月、1988年に角川書店より『ラヴ・ストーリー』として刊行）。
- 1987年（昭和62年） 47歳 カナダの島ノルウェイ・アイランドを購入。夏の避暑先を軽井沢からカナダに変える。11月、『小説すばる』創刊号に「ダブルコンチェルト」発表。それまでエッセイでやっていた男と女の視点の違いという実験を、小説でやってみたもの。作家として、『情事』、『夜ごとの揺り籠、舟、あるいは戦場』に続く、新たな境地に入った作品。
- 1989年（平成元年） 49歳 夏、下北沢の自宅新築のため、池田山（東五反田）に転居。与論島にスペイン風の別荘を新築。
- 1990年（平成2年） 50歳 夏、下北沢の自宅の新居完成。
- 1991年（平成3年） 51歳 3月4日～10月31日、200回にわたり「朝日新聞」夕刊紙上に、一話完結の読み切り形式を採用した「TOKYO発千夜一夜」を掲載（1992年に朝日新聞社から『東京発 千夜一夜』として刊行）。4月、日本橋髙島屋4Fに「森瑤子コレクション」（シックな大人の感性を取り入れたギフトショップ）をオープン。
- 1992年（平成4年） 52歳 11月、新潮社より『風と共に去りぬ』の続編『スカーレット』（アレクサンドラ・リプリー著、森瑤子訳）刊行。この仕事のために、ほぼ1年、作家としてのほとんどの精力を注ぎ、翻訳としてできる範囲を問いつつ、作家生命を賭けて翻訳した。夏、アトランタ、スコットランド等『スカーレット』の舞台を取材旅行。旅の途中、数度にわたって胃痛を訴える。『スカーレット』刊行後も、執筆の他、取材、講演会等、多忙をきわめる。
- 1993年（平成5年） 年頭より、父・伊藤三男が長年温めていたテーマについて、時代小説「甲比丹《カピタン》」として取り組む。3月上旬に精密検査にて、容易ならざる病状が判明。その後、胃癌であることの告知を受ける。多摩市の病院に転院。治療を続けながら、友人達とのFAXのやりとり、各誌の連載原稿を書く。5月、集英社より『森瑤子自選集』〈全9巻〉の刊行が始まる。6月上旬、容態が急変、覚悟を決めて家族と仕事、葬儀の事など伝え始める。カトリック受洗（テレジア雅代・ブラッキン）。7月6日、52歳で永眠。7月8日、四谷聖イグナチオ教会に於てカトリック葬。

## 著書

### 小説
- 『情事』（集英社、1978年）のち文庫（「誘惑」を含む）
- 『誘惑』（集英社、1980年）
- 『嫉妬』（集英社、1980年）のち文庫、角川文庫
- 『傷』（集英社、1981年）のち文庫、角川文庫
- 『招かれなかった女たち』（集英社、1982年）のち文庫
- 『愛にめぐりあう予感』（主婦と生活社、1982年）「愛の予感」角川文庫
- 『熱い風』（集英社、1982年）のち文庫
- 『風物語』（潮出版社、1983年）のち文庫、角川文庫
- 『ジゴロ』（集英社、1983年）のち文庫
- 『夜ごとの揺り籠、舟、あるいは戦場』（講談社、1983年）のち文庫
- 『夜光虫』（集英社、1983年）のち文庫
- 『ホロスコープ物語』（文藝春秋、1983年）のち文庫
- 『女と男』（集英社、1984年）のち文庫
- 『女ざかり』角川書店（1984年）のち文庫
- 『ミッドナイト・コール』（講談社、1984年）のち文庫
- 『家族の肖像』（集英社、1985年）のち文庫
- 『渚のホテルにて』（中央公論社、1985年）のち文庫、角川文庫
- 『風の家』（文藝春秋、1985年）のち文庫
- 『一種、ハッピーエンド』（角川書店、1985年）のち文庫、中公文庫
- 『カフェ・オリエンタル』（講談社、1985年）のち文庫
- 『結婚式』（新潮社、1985年）のち文庫
- 『男上手女上手』（角川書店、1986年）「恋のインデックス」文庫
- 『カナの結婚』（集英社、1986年）のち文庫
- 『ベッドのおとぎばなし』（文藝春秋、1986年）のち文庫
- 『イヤリング』（文庫オリジナル、角川文庫、1986年）
  - 『指輪』（角川春樹事務所<ハルキ文庫>、2024年）『イヤリング』を改題の上復刊
- 『ホテル・ストーリー』（角川書店、1986年）のち文庫、中公文庫
- 『男三昧・女三昧』（毎日新聞社、1987年）のち集英社文庫
- 『Tokyo愛情物語』（実業之日本社、1987年）のち角川文庫
- 『秋の日のヴィオロンのため息の』（主婦の友社、1987年）のち角川文庫
- 『彼と彼女』（角川書店、 1987年）のち文庫
- 『熱情』（角川書店、 1987年）のち文庫
- 『誘われて』（毎日新聞社、1987年）のち集英社文庫
- 『クレオパトラの夢 世にも短い物語』（朝日新聞社、1987年）のち角川文庫
- 『浅水湾（リパルスベイ）の月』（講談社、1987年）のち文庫
- 『ハンサムガールズ』（集英社、1988年）のち文庫
- 『ラヴ・ストーリー』（夫アイヴァン・L・ブラッキンとの共著、角川書店、1988年）のち文庫
- 『カサノバのためいき 世にも短い物語』（朝日新聞社、1988年）のち角川文庫
- 『ダブルコンチェルト』（集英社、1988年）のち文庫
- 『望郷』（学習研究社、1988年）のち角川文庫
- 『アイランド』（角川書店、1988年）のち文庫
- 『あなたに電話』（中央公論社、1989年）のち文庫、角川文庫
- 『消えたミステリー』（集英社、1989年）のち文庫
- 『ドラマティック・ノート』（角川書店、1989年）のち文庫
- 『夜の長い叫び』（集英社、1989年）のち文庫
- 『砂の家』（扶桑社、1989年）のち新潮文庫
- 『ベッドのおとぎばなし PARTII』（文藝春秋、1989年）のち文庫
- 『十月のバラ』（角川文庫、1989年）
- 『少し酔って』（実業之日本社、1990年）のち角川文庫
- 『午後の死』（角川書店、1990年）のち文庫
- 『風を探して』（中央公論社、1990年）のち文庫
- 『垂直の街』（集英社、1990年）のち文庫
- 『デザートはあなた』（朝日新聞社、1991年）のち角川文庫
- 『パーティーに招（よ）んで』（角川書店、1991年）のち文庫
- 『東京発千夜一夜』（朝日新聞社、1992年）のち新潮文庫
- 『ママの恋人』（角川書店、1992年）のち文庫
- 『四つの恋の物語』（プレジデント社、1992年）のち集英社文庫
- 『トウィンクル物語』（潮出版社、1992年）のち角川文庫
- 『香水物語』（角川書店、1993年）のち文庫
- 『シナという名の女』（集英社、1994年）のち文庫
- 『甲比丹』（講談社、1994年）のち文庫

### エッセイ
- 『別れの予感』（PHP研究所、1981年）のち角川文庫
- 『さよならに乾杯』（PHP研究所、1983年） のち角川文庫
- 『女ざかりの痛み』（主婦の友社、1983年）のち集英社文庫
- 『復讐のような愛がしてみたい』（ベストセラーズ、1985年）「恋愛関係」角川文庫
- 『叫ぶ私』（主婦の友社、1985年）のち集英社文庫
- 『ジンは心を酔わせるの』（角川文庫、1986年）のち文庫
- 『六本木エレジー 男と女の愛のスクランブル』（大和出版、1986年）
- 『もう一度、オクラホマミクサを踊ろう』（亀海昌次との共著、主婦の友社、1986年）のち集英社文庫
- 『別れ上手』（ハーレクイン・エンタープライズ日本支社、1986年）のち角川文庫
- 『美女たちの神話』（講談社、1986年）のち文庫
- 『プライベート・タイム』（角川書店、1986年）のち文庫
- 『スクランブル 男と女の交差点』（潮出版社 1987年）のち角川文庫
- 『風のように』（角川書店、1987年）のち文庫
- 『恋の放浪者（バガボンド）身を焦がす男と女の夢三十夜』（大和出版、1988年）のち角川文庫
- 『六本木サイド・バイ・サイド』（亀海昌次との共著、主婦の友社、1988年）のち集英社文庫
- 『刻は過ぎて』（角川書店、1988年）のち文庫
- 『ファミリー・レポート』（新潮社、1988年）のち文庫
- 『ある日、ある午後』（角川書店、1989年）のち文庫
- 『マインド・ジュエリー』（講談社、1989年）のち扶桑社文庫
- 『ダイヤモンド・ストーリー』（TBSブリタニカ、1990年）のち新潮文庫
- 『夜のチョコレート』（角川書店、1990年）のち文庫
- 『マイコレクション』（角川書店、1991年）のち文庫
- 『おいしいパスタ』（亀海昌次との共著、PHP研究所、1991年）のち文庫
- 『非常識の美学』（マガジンハウス、1992年）のち角川文庫
- 『終りの美学』（角川書店、1993年）のち文庫
- 『男語おんな語翻訳指南 リレーエッセイ』（堀池秀人共著、光文社、1993年）のち文庫
- 『人形 エッセイ絵本3』（石英文庫、 1993年）
- 『マイ・ファミリー』（中央公論社、1993年）のち文庫
- 『親しき仲にも冷却あり』（講談社、1993年）のち文庫
- 『人生の贈り物 With her heart and soul』（学習研究社、1993年）のち集英社文庫
- 『恋愛論』（角川書店、1993年）のち文庫
- 『森瑤子の料理手帳』（講談社、1994年）
- 『風のエッセイ』（創樹社、1995年）
- 『愛の記憶』（大和書房、1996年）のち新潮文庫

### 対談集
- 『ホホホのほ』（山田邦子との共著、太田出版、1987年）のち角川文庫
- 『あなたに逢いたい 森瑤子対談集』（集英社、1994年）

### 自選集
- 『森瑤子自選集』全9巻（集英社、1993年 - 1994年）

### 翻訳
- クリスティン・マクロイ『わたしを止めて』（主婦の友社、1990年）
- グレゴリー・ストック『質問の本』（角川書店、1991年）
- グレゴリー・ストック『質問の本<ラブ&セックス編>』（角川書店、1991年）
- レイチェル・インガルズ『悲劇の終り』（筑摩書房、1992年）
- アレクサンドラ・リプリー『スカーレット』（新潮社、1992年）のち文庫

### 楽曲提供（作詞）
- 椎名恵「Wの肖像」「風物語」（アルバム W CONCERT）

ライナーノーツ抄：『私は独り言のような小説を好まない。人間の葛藤が好きなのである。…ダブルコンチェルトの中に描かれている女たちは恋を失ったときに、相手を決して責めない女たちである。…』